# Roseira, Medalha, Engenho e Outras Histórias
Roseira, Medalha, Engenho e Outras Histórias é um romance gráfico brasileiro de Jefferson Costa, publicado em 2019 pela editora Pipoca & Nanquim. Foi uma das primeiras obras a integrar o selo Originais Pipoca & Nanquim, criado pela editora para a publicação de obras inéditas de autores brasileiros.
O livro conta, de forma não linear, a história de duas família no Sertão nordestino durante o movimento retirante dos anos 1970. Jefferson construiu o roteiro a partir de relatos e memórias da sua própria família. Uma característica importante é a transposição das características orais das falas para o texto, com a reprodução do modo de falar dos personagens.
Roseira, Medalha, Engenho e Outras Histórias foi financiado pelo Programa de Ação Cultural (ProAc) da Secretaria da Cultura do Governo do Estado de São Paulo. Em 2020, o livro ganhou o Troféu HQ Mix de melhor edição especial nacional e seu autor, Jefferson Costa, ganhou como melhor colorista nacional.